# Musée de l'Armée

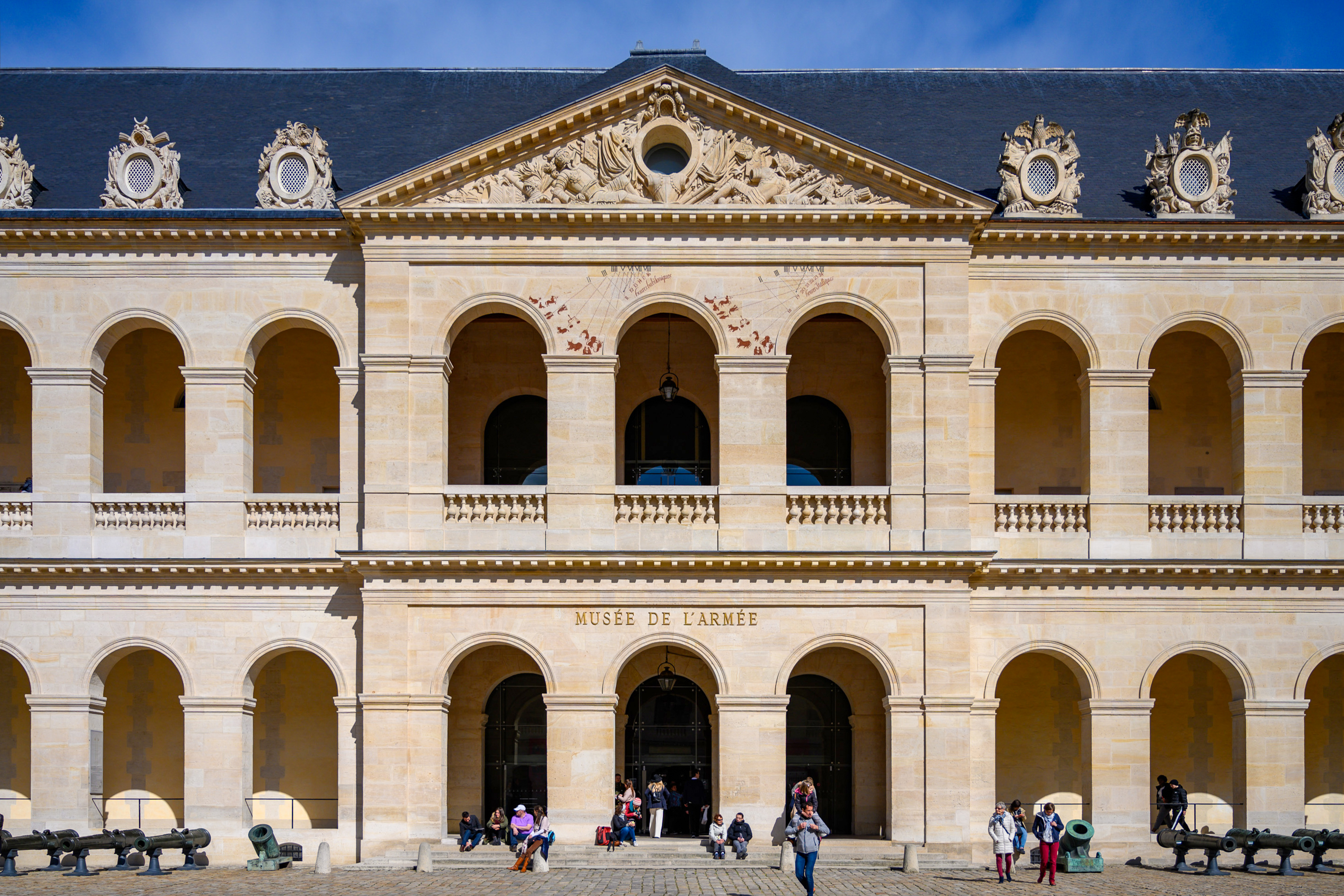
Entrata del museo

Il musée de l'Armée di Parigi è un museo militare situato presso il complesso di edifici dell'hôtel des Invalides.

## Storia
Il museo è stato creato nel 1871 con il nome di musée de l'Artillerie; alcune collezioni del museo erano già presenti sin dal 1685.
Oggi il museo raccoglie 500.000 opere, tra armi, armature, uniformi, emblemi militari e quadri, che coprono un'area espositiva di circa 12.000 m². Si tratta di uno dei più grandi musei militari al mondo.

## Galleria d'immagini

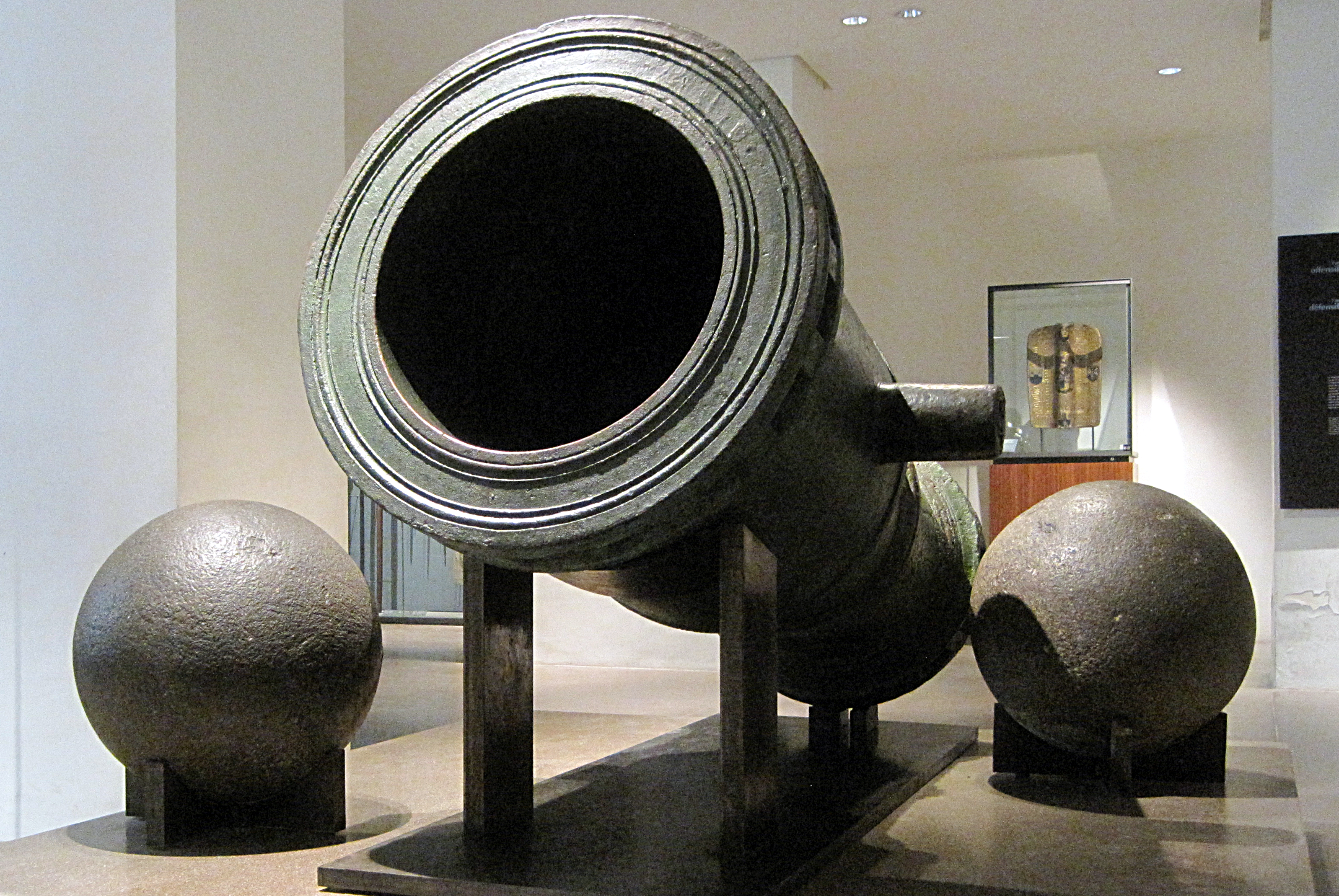
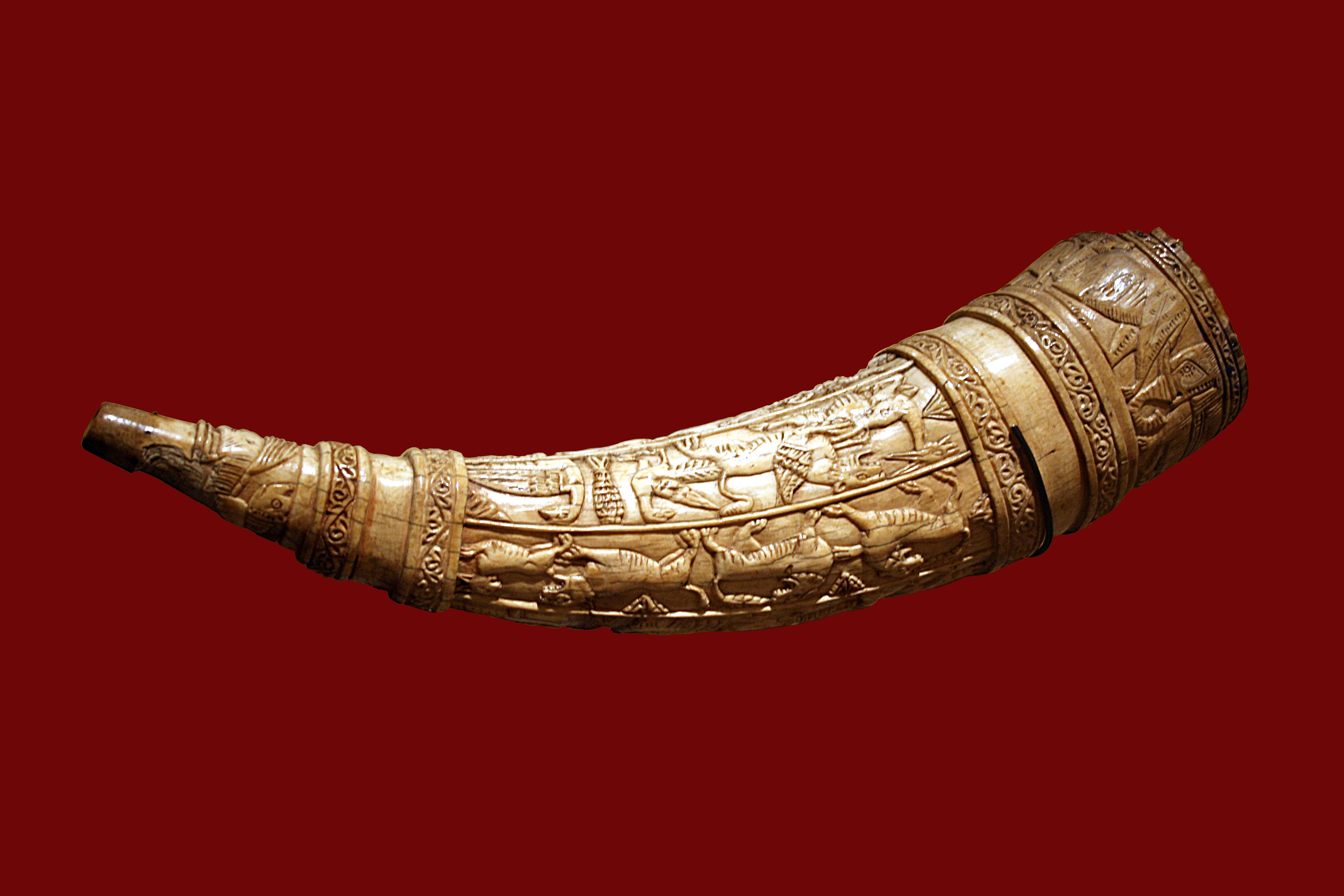
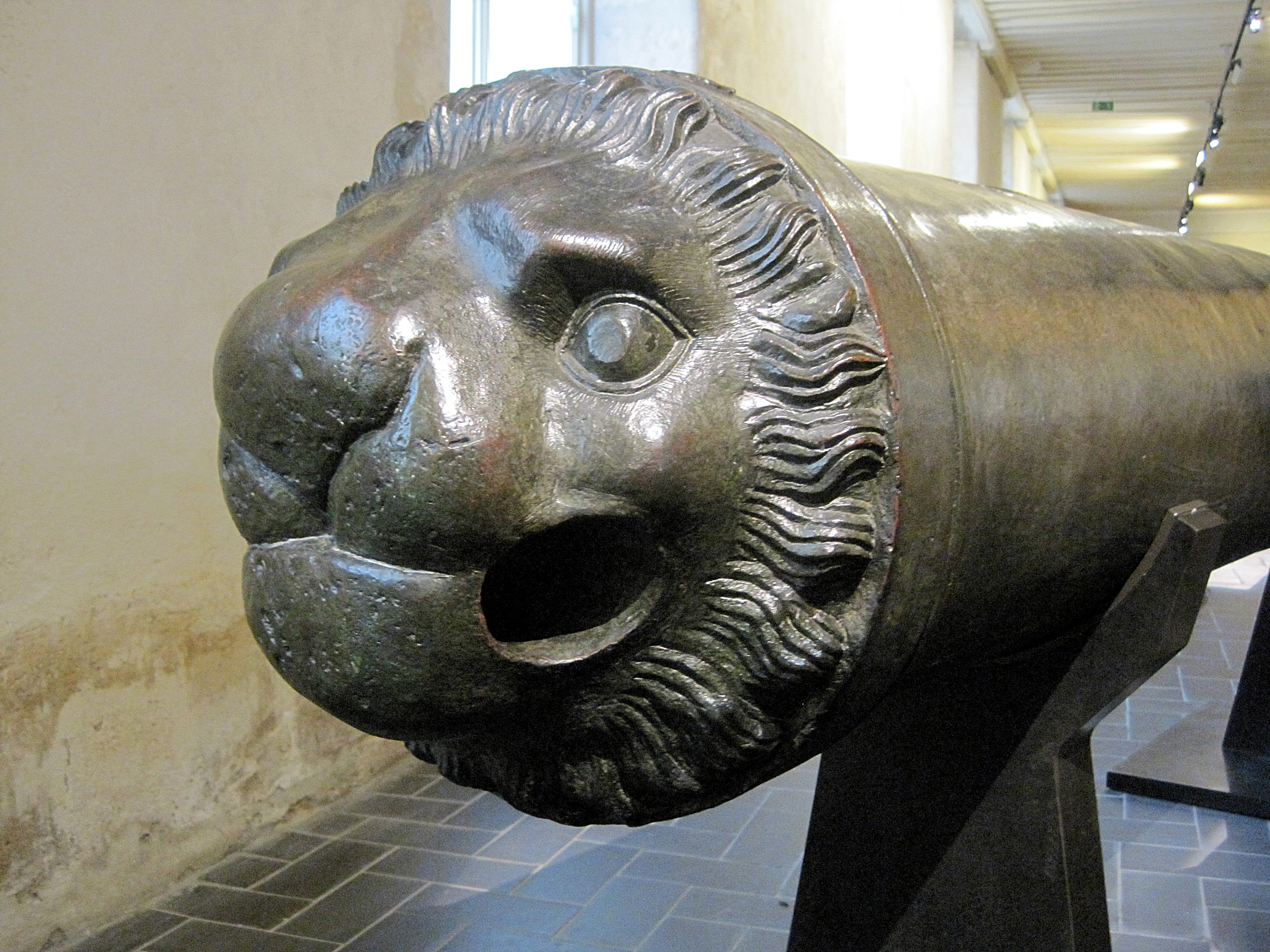
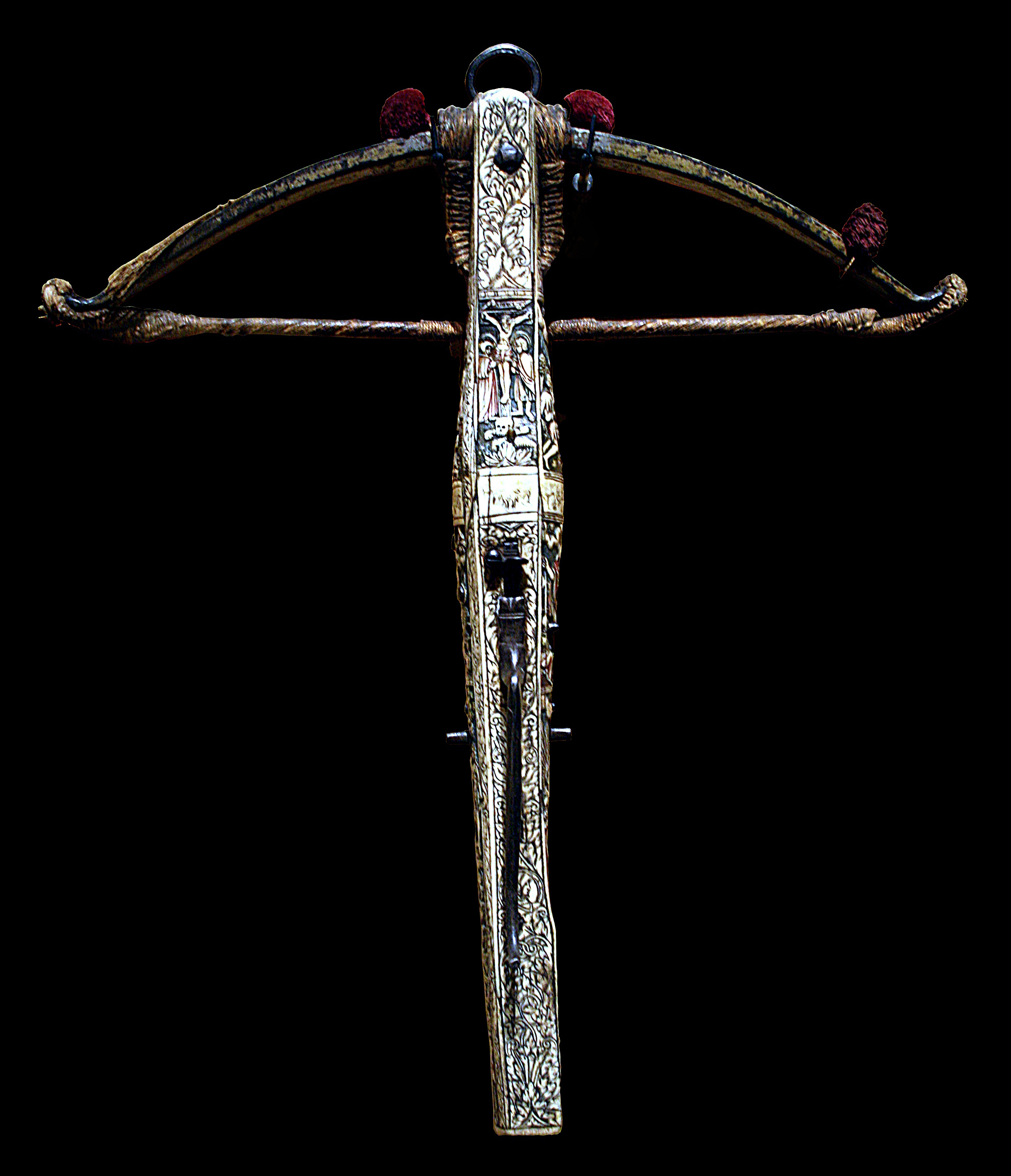
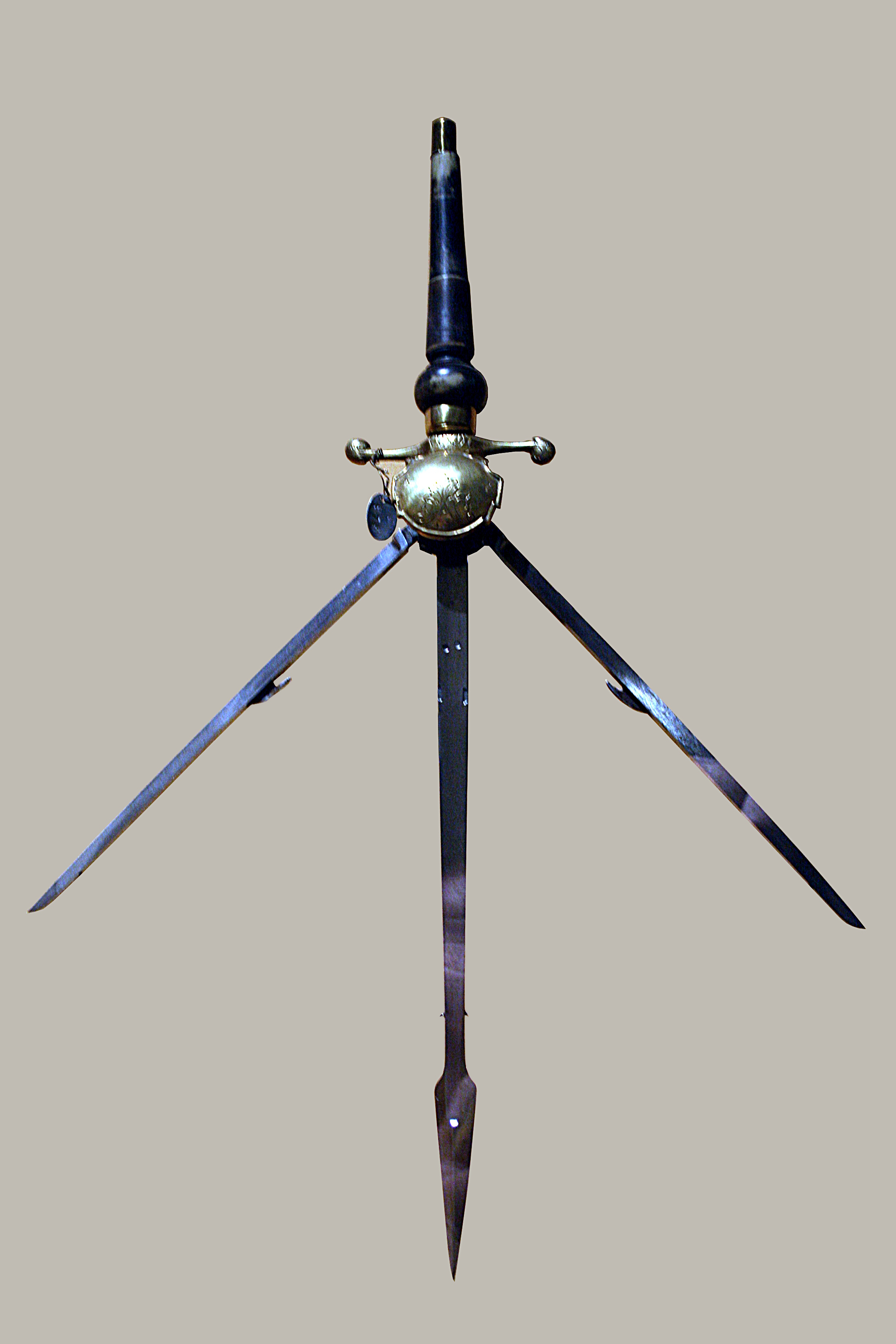
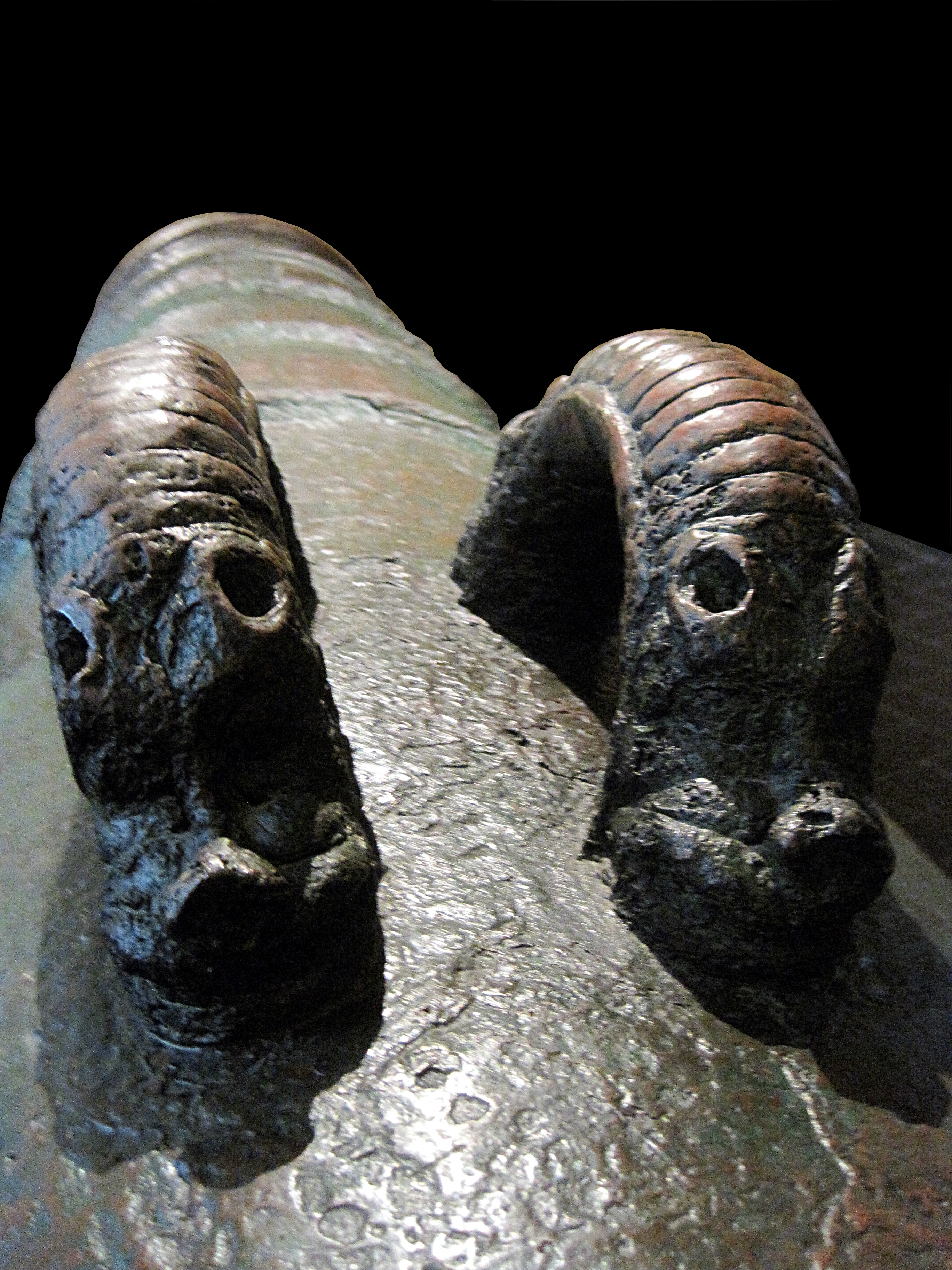
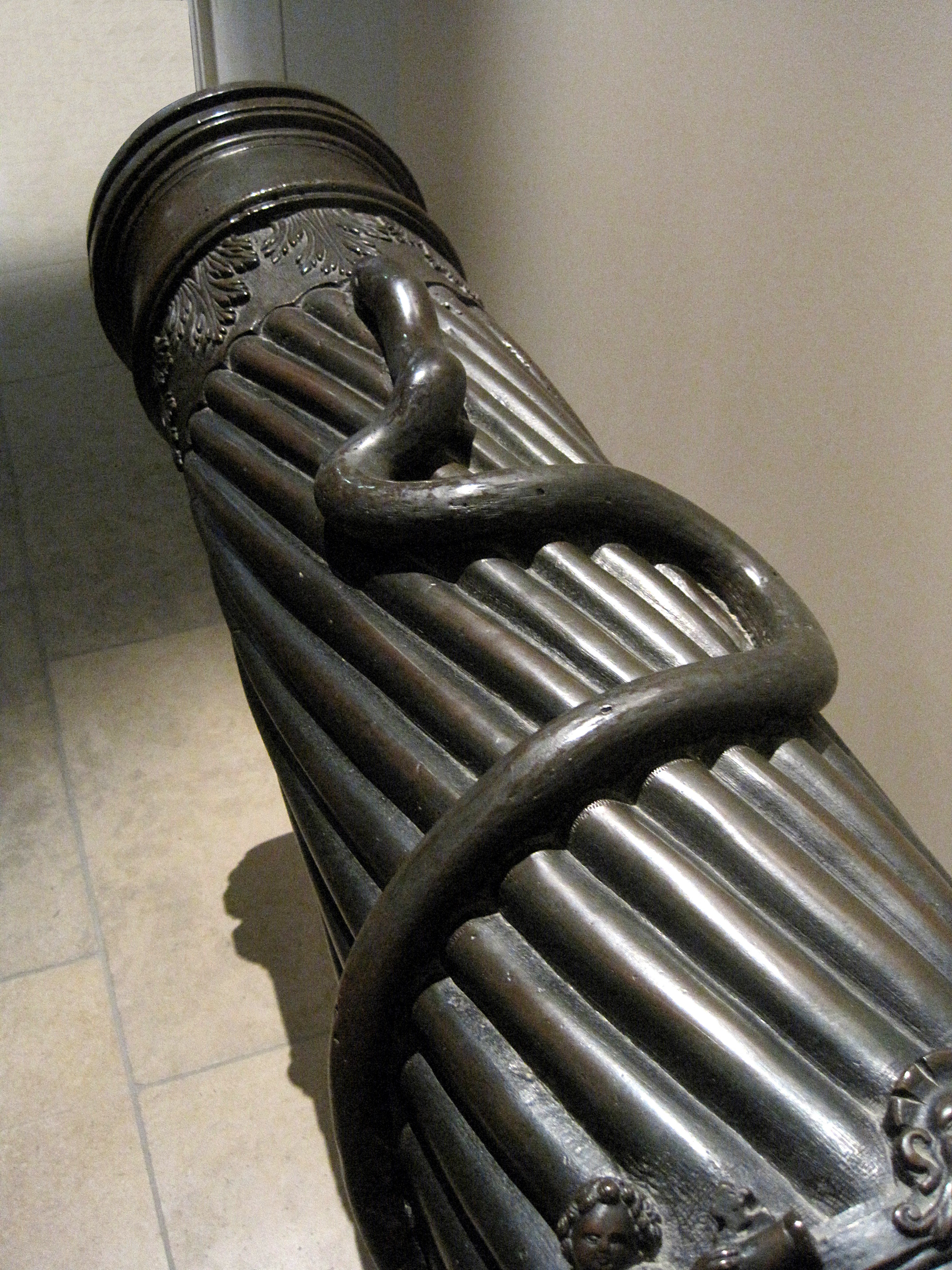
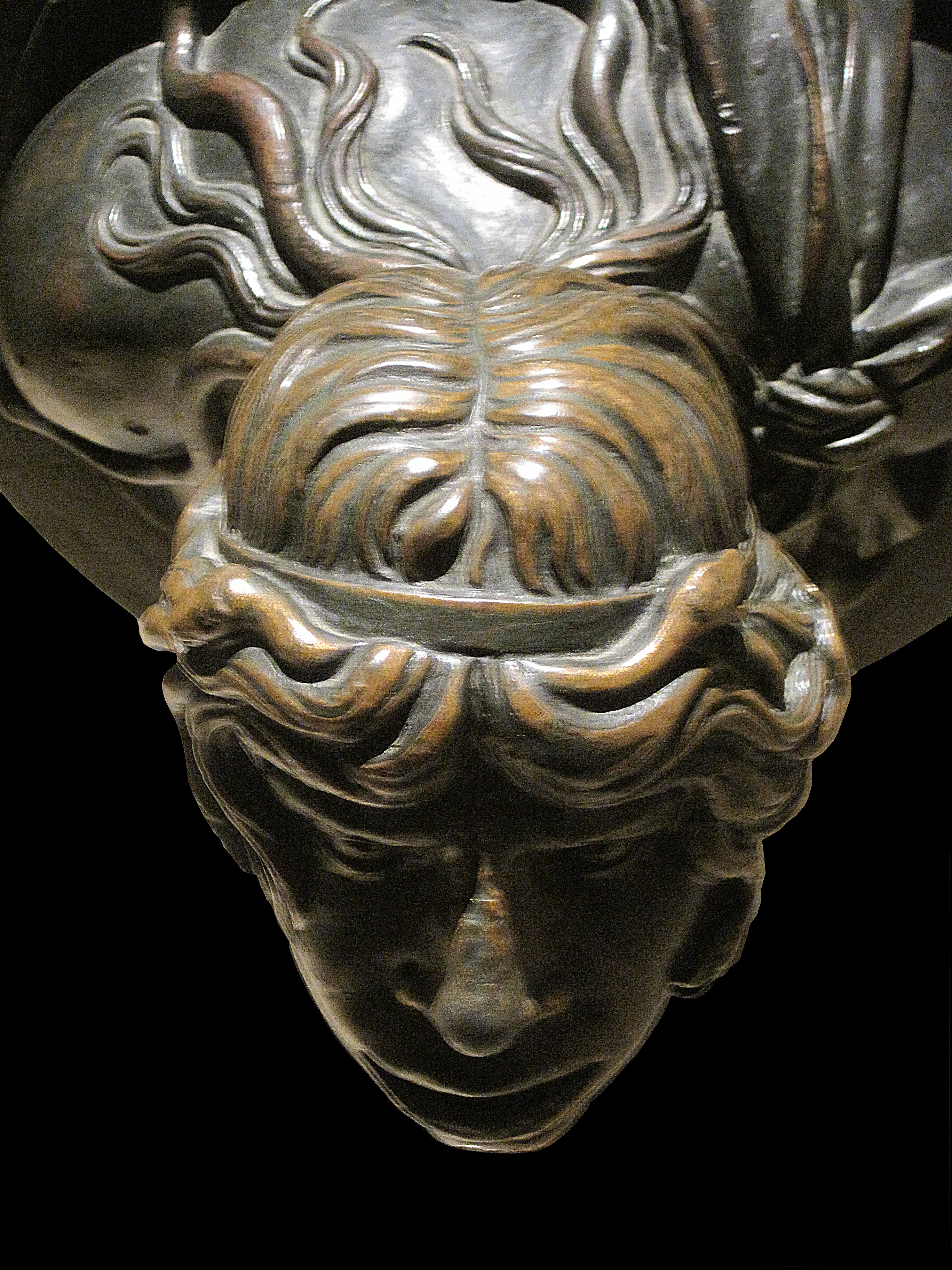
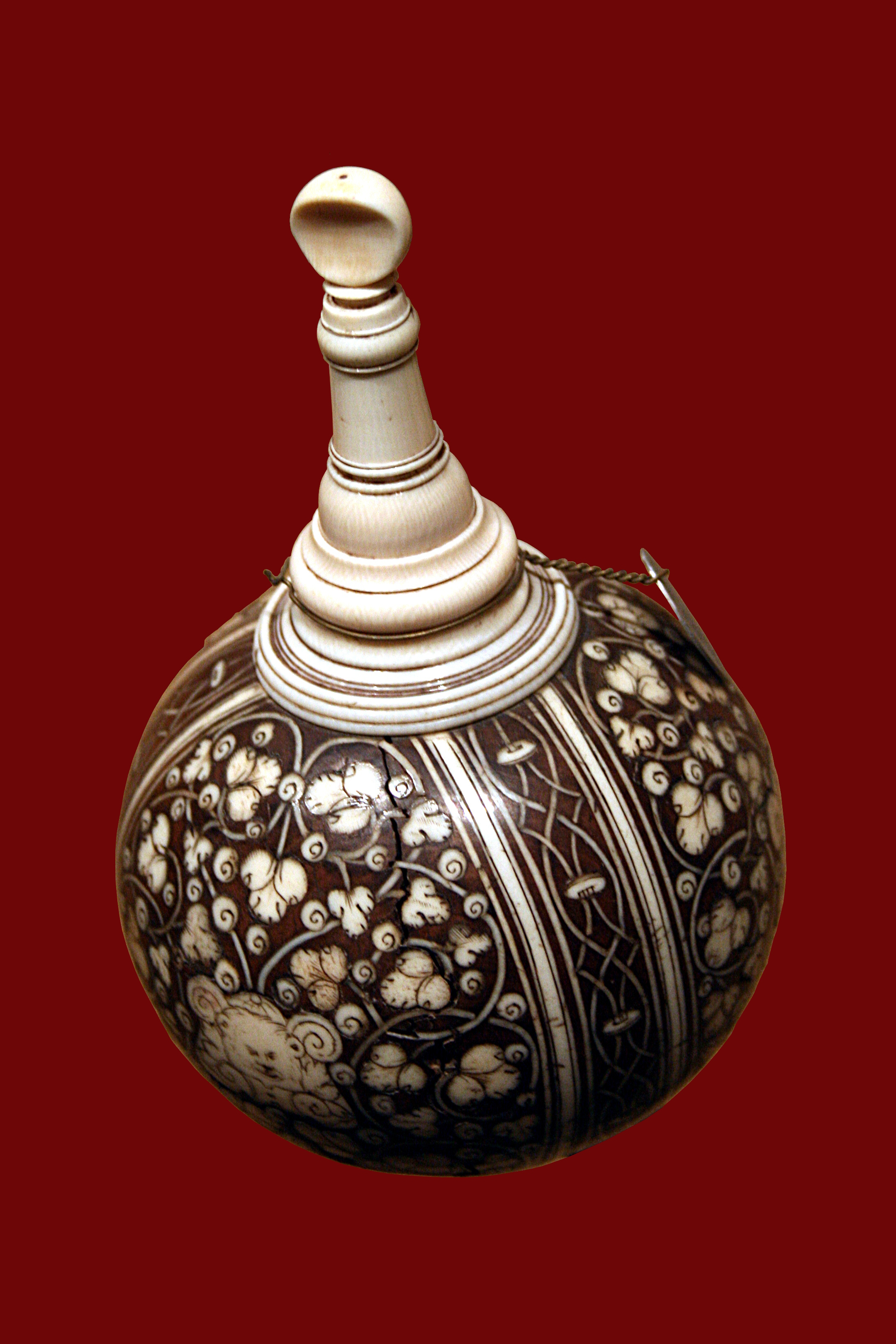
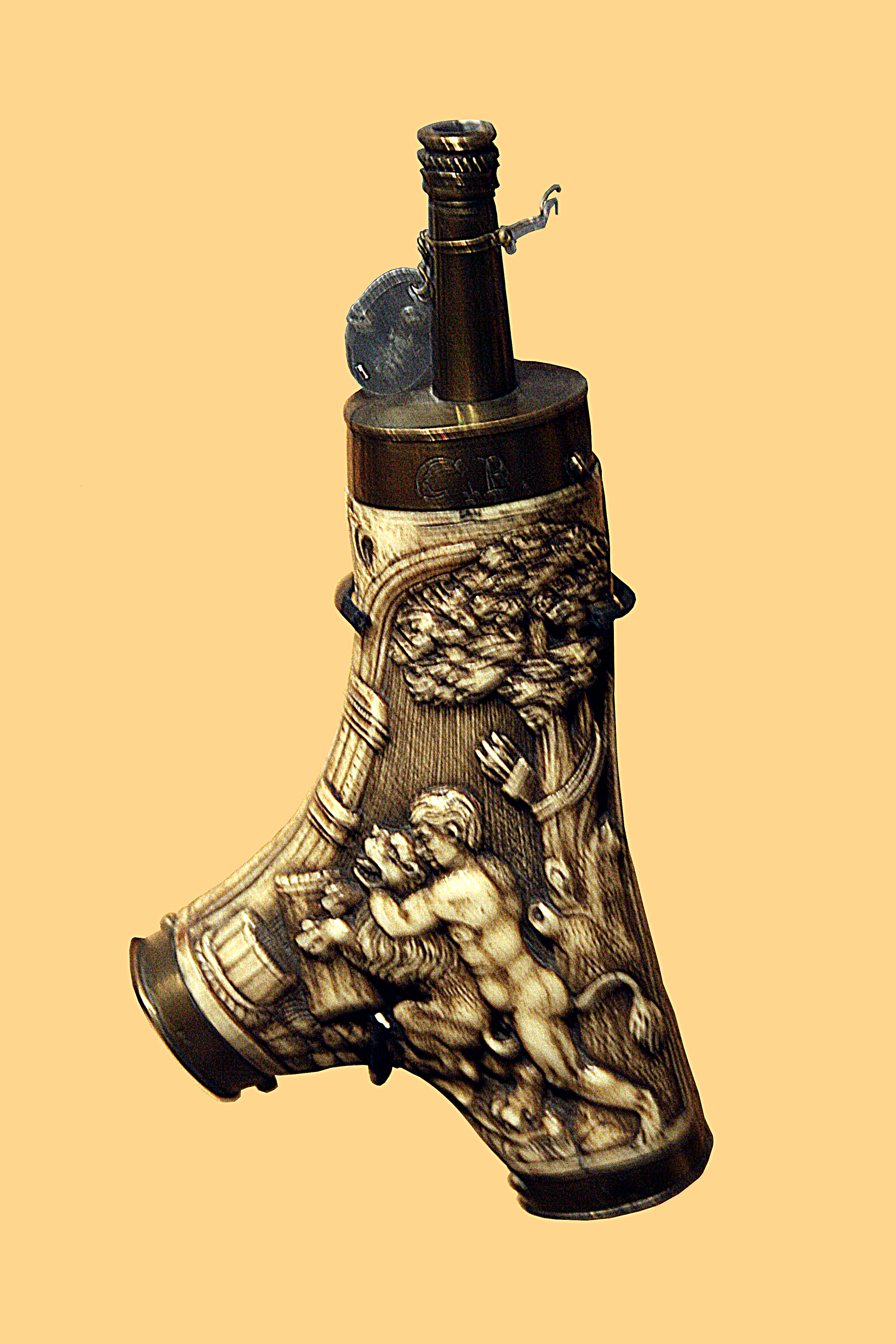
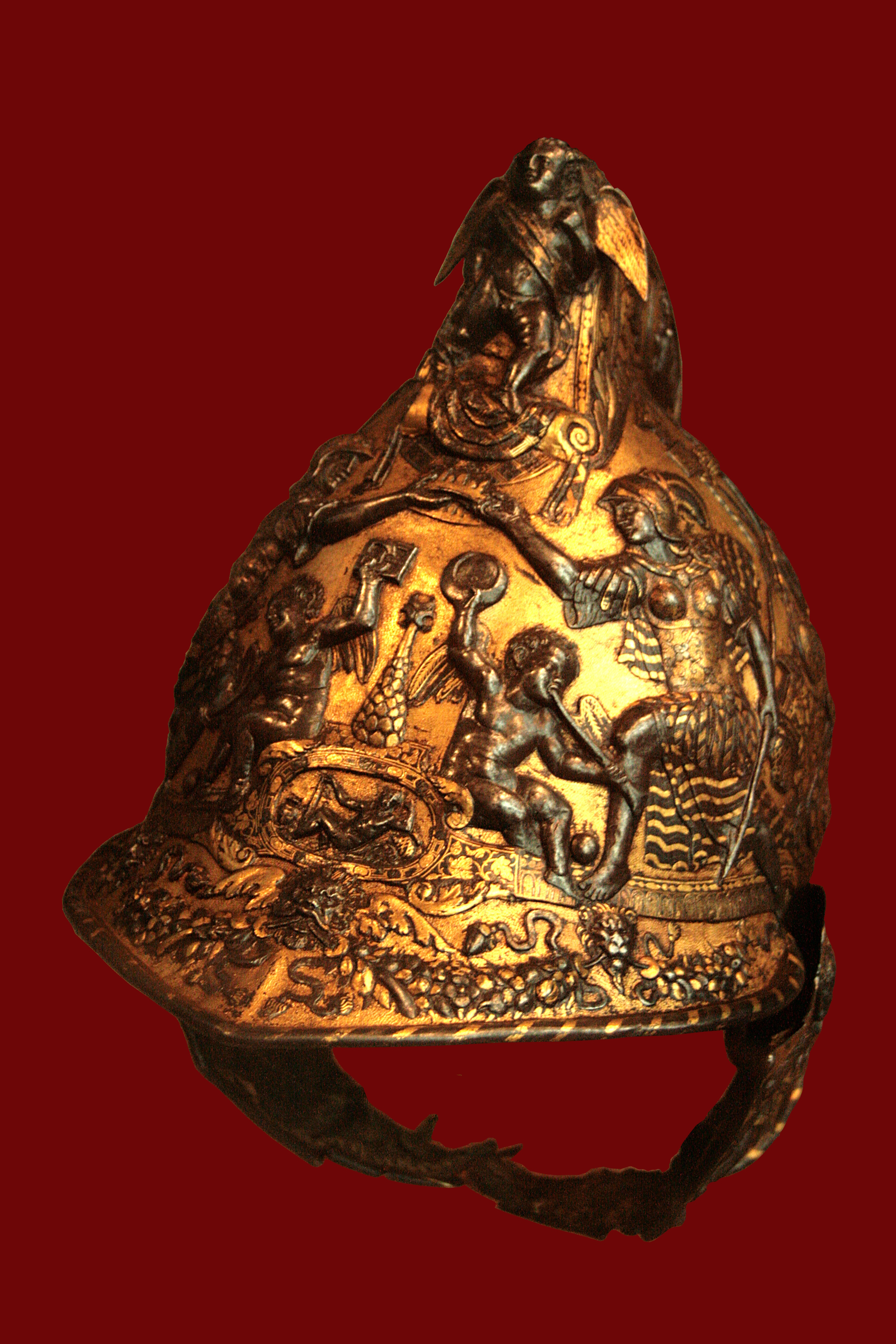
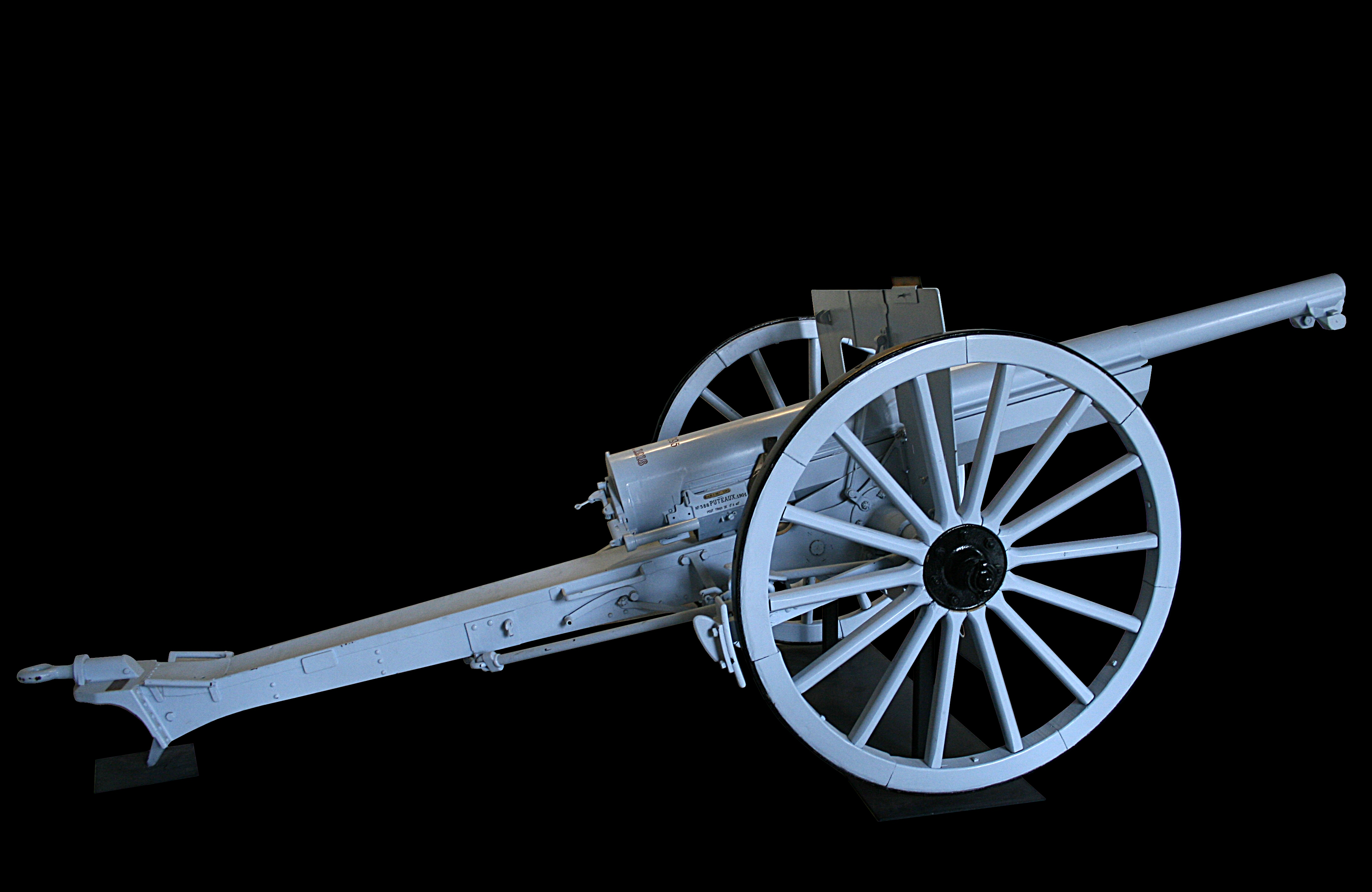
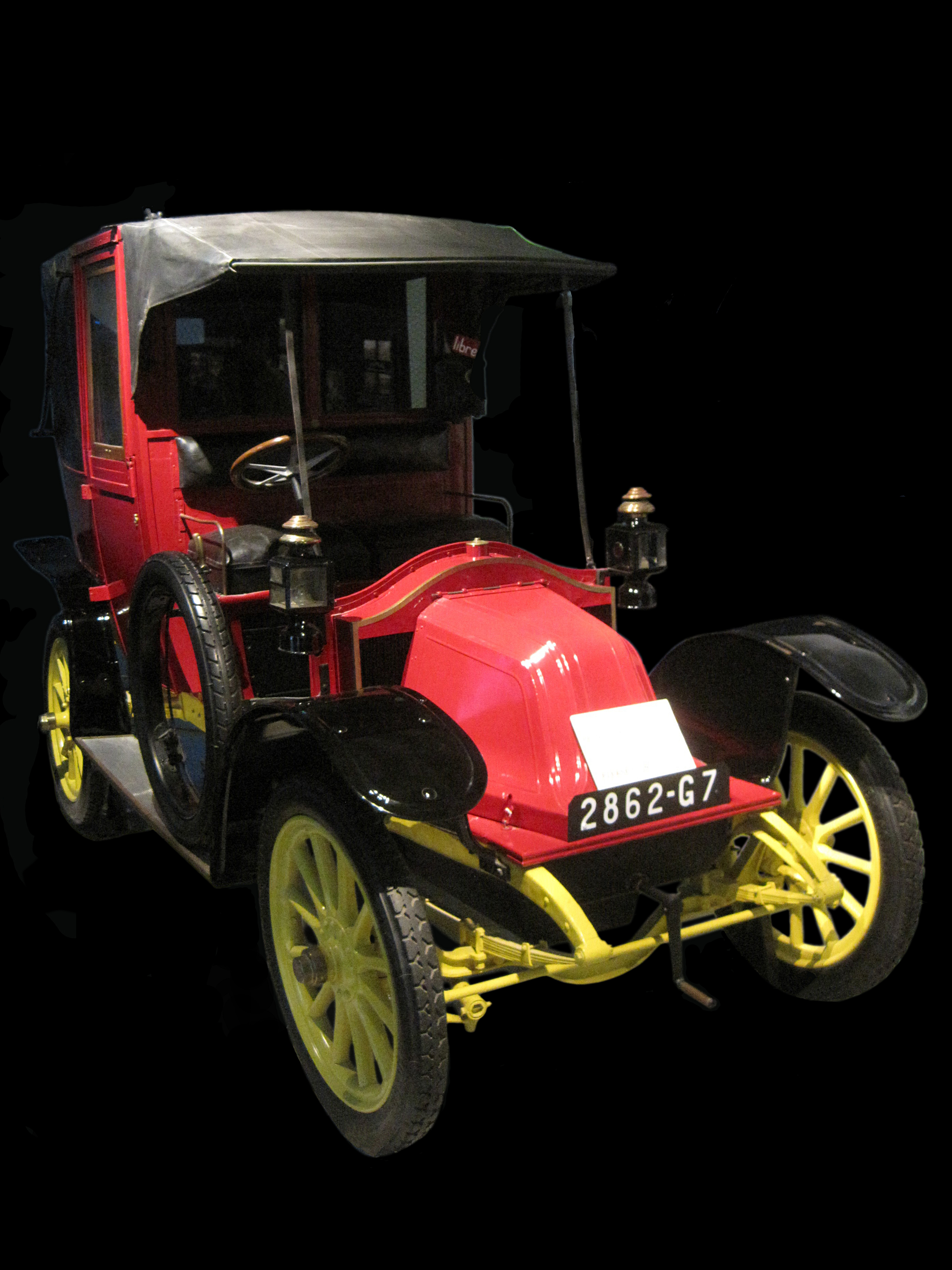
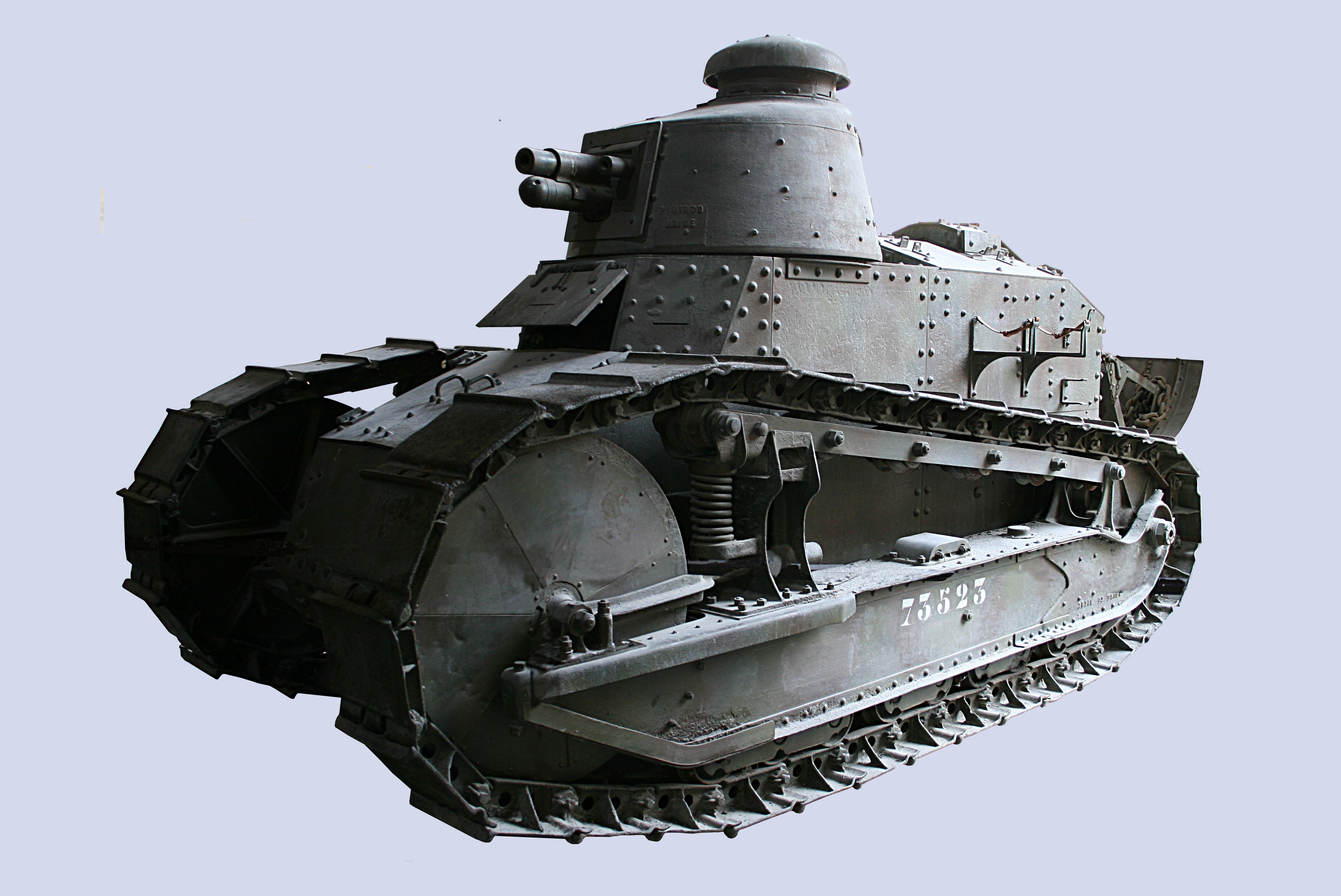
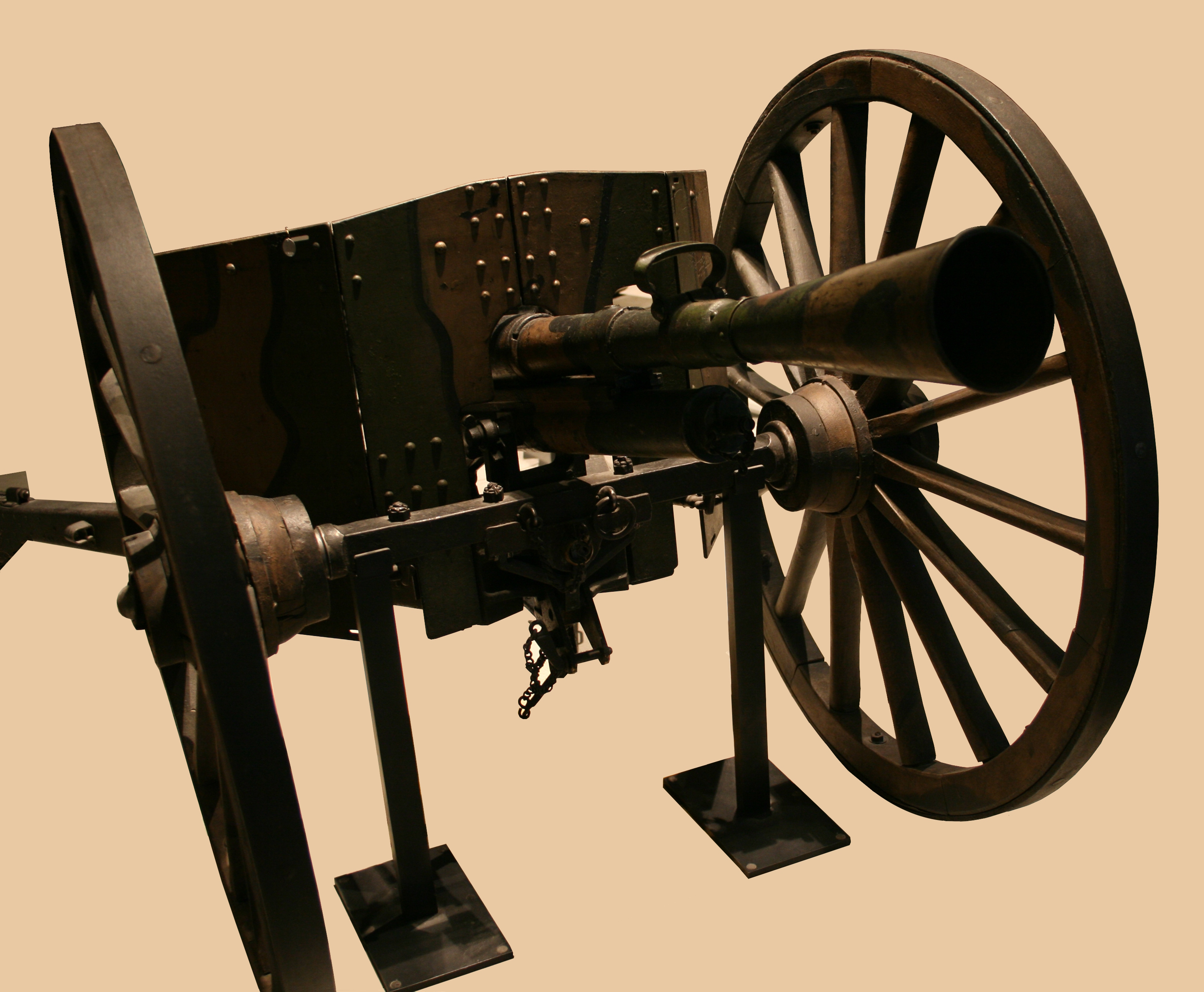